# Narodna volja (Bugarska)
“Narodna volja” (mak. „Народна волја“) makedonski je list za teoriju, povijest, kulturu i umjetnost. Do nedavno ove su novine bile jedino makedonsko glasilo u Pirinskoj Makedoniji i uopće u Republici Bugarskoj. List izlazi mjesečno i tiska se dvojezično, na makedonskom i bugarskom jeziku.
Prvi broj “Narodne volje” izišao je iz tiska 1. listopada 1980. godine u Sydneyu, Australija. Njegovi utemeljitelji bili su makedonski emigranti, uglavnom iz Pirinske Makedonije. List je dobio ime “Narodna volja” u spomen i čast periodiku što ga je pod tim imenom objavljivao veliki makedonski osloboditelj i revolucionar Jane Sandanski sa svojim suradnicima.
Prvim glavnim urednikom “Narodne volje” imenovan je Aleksandar Hristov (Александар Христов, 1929. – 2005.). On kasnije seli iz Australije u London, zbog čega i redakcija lista za duže razdoblje mijenja adresu i mjesto izlaženja.  Kada je 1989. godine u Bugarskoj pao totalitarni režim Todora Živkova, stvaraju se preduvjeti za demokratizaciju bugarskog društva, pa se i u pirinskih Makedonaca javlja nada za poboljšanje njihova nacionalnog i društvenog položaja. Tada osnivači “Narodne volje” ocjenjuju da je došlo vrijeme da se list preseli u zavičaj. U travnju 1992. izlazi prvi broj u novom sjedištu - Blagoevgradu, sada i s novim uredništvom i novim glavnim i odgovornim urednikom Georgi Hristovim (Георги Христов), bratom prethodnog urednika Aleksandra Hristova. Od tada list “Narodna volja” izlazi redovito i neprekidno do danas.
Premda je “Narodna volja”  bila registrirana prema važećim bugarskim zakonima, od samog se preseljenja u Blagoevgrad suočila s nizom problema. Najprije je Bugarska pošta, bez ikakva obrazloženja, odbijala distribuirati list po Bugarskoj, a bugarske službe sigurnosti činile su sve da ometaju i onemoguće njegovo izlaženje, vršeći razne pritiske na članove uredništva i distributere koji su se bili usudili prodavati te novine. Bjesomučna borba protiv izlaženja “Narodne volje” u Bugarskoj kulminirala je nekolikim policijskim akcijama, zapljenama pojedinih tekstova i, naposljetku, cijelih tiraža pojedinih brojeva.
Poslije brojnih i upornih protesta međunarnodnih organizacija za zaštitu ljudskih prava i slobodu izražavanja, neposredno prije ulaska Bugarske u Europsku uniju, bugarska se država prestala miješati u rad “Narodne volje”. Sada list izlazi nesmetano, u slobodnoj je prodaji na kioscima, a moguće ga je naručiti i putem Bugarske pošte.

## Vanjske poveznice
O Narodnoj volji na makedonika.org